# Matteo Aicardi

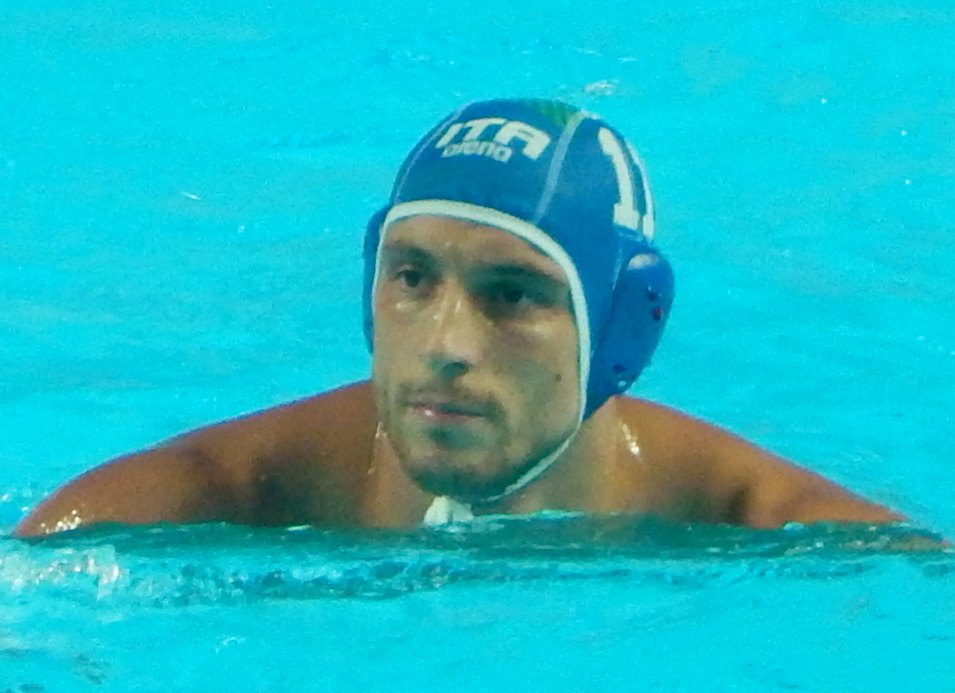
Matteo Aicardi (2015)

Matteo Aicardi (* 19. April 1986 in Finale Ligure) ist ein ehemaliger italienischer Wasserballspieler. Mit der italienischen Nationalmannschaft wurde er Weltmeister 2011, Olympiazweiter 2012, Olympiadritter 2016 und Weltmeister 2019.

## Sportliche Karriere
Der Center Aicardi spielte von 2006 bis 2012 für Rari Nantes Savona und danach für Pro Recco. Mit Pro Recco gewann er acht italienische Meistertitel.
2009 nahm Aicardi mit der italienischen Mannschaft an den Mittelmeerspielen in Pescara teil. Die Mannschaft erkämpfte die Bronzemedaille hinter Serbien und Spanien. 2010 bei der Europameisterschaft in Zagreb erreichten die Italiener in ihrer Vorrundengruppe den zweiten Platz hinter den Kroaten. Die beiden Mannschaften trafen im Finale wieder aufeinander und die Kroaten gewannen mit 7:3. 2011 fand die Weltmeisterschaft in Schanghai statt. Die Italiener gewannen ihre Vorrundengruppe. Nach einem Viertelfinalsieg über die Spanier bezwangen sie im Halbfinale die Kroaten. Im Finale siegten die Italiener mit 8:7 über die serbische Mannschaft. Im Jahr darauf belegten die Italiener in ihrer Vorrundengruppe bei den Olympischen Spielen 2012 in London den zweiten Platz hinter den Kroaten. Im Viertelfinale schlugen sie die Ungarn und im Halbfinale die Serben. Im Finale trafen sie wieder auf die Kroaten und unterlagen mit 6:8. Aicardi erzielte vier Tore in der Vorrunde.
Bei der Weltmeisterschaft 2013 in Barcelona belegten die Italiener den vierten Platz, nachdem sie im Spiel um den dritten Platz mit 8:10 gegen die Kroaten verloren hatten. 2014 bei der Europameisterschaft in Budapest gewannen die Italiener die Bronzemedaille hinter den Serben und den Ungarn. Im Jahr darauf belegten die Italiener bei der Weltmeisterschaft 2015 in Kasan wieder den vierten Platz. 2016 bei den Olympischen Spielen in Rio de Janeiro belegten die Italiener in der Vorrunde den dritten Platz hinter Spanien und Kroatien. Nach einem Viertelfinalsieg gegen Griechenland unterlagen die Italiener den Serben im Halbfinale mit 8:10. Im Spiel um den dritten Platz besiegten die Italiener die Mannschaft Montenegros mit 12:10. Aicardi erzielte zwei Treffer im Viertelfinale und einen im Spiel um die Bronzemedaille. 2017 belegte Aicardi mit der italienischen Mannschaft den sechsten Platz bei der Weltmeisterschaft 2017 in Budapest. Bei der Weltmeisterschaft 2019 in Gwangju gewannen die Italiener ihre Vorrundengruppe. Nach einem Viertelfinalsieg gegen Griechenland und einem Halbfinalsieg gegen Ungarn schlugen die Italiener im Finale die Spanier mit 10:5. Bei den 2021 ausgetragenen Olympischen Spielen in Tokio belegten die Italiener den siebten Platz.